# ラヴ・ノーツ
『ラヴ・ノーツ』は、ゴスペラーズ36枚目のシングル。2009年10月14日にキューンミュージックから発売された。

## 概要
前作『宇宙へ 〜Reach for the sky〜』から約2ヶ月ぶりのシングルである。カップリング曲は、サントリー角瓶のCMソング「ウイスキーが、お好きでしょ」のカバーの他、「逃飛行」ゴスペラーズ坂ツアー2009“15周年漂流記 春夏”のライブ音源が「逃飛行Live@大阪厚生年金会館」として収録されている。

## 収録曲
1. ラヴ・ノーツ (5:10)
作詞：安岡優・百田留衣 ／作曲：百田留衣 ／編曲：玉井健二・飛内将大 ／ストリングスアレンジ：弦一徹
2. 逃飛行Live@大阪厚生年金会館 (2009.07.11) (5:36)
作詞：安岡優／作曲：黒沢カオル
3. ウイスキーが、お好きでしょ (1:40)
作詞：田口俊／作曲：杉真理／編曲：ゴスペラーズ
サントリー角瓶CMソング。